# Девочки (село)
Дево́чки (укр. Дівочки) — село на Украине, основано в 1624 году, находится в Черняховском районе Житомирской области.
Код КОАТУУ — 1825683201. Почтовый индекс — 12340. Телефонный код — 4134. Занимает площадь 2,093 км².

## Адрес местного совета
12340, Житомирская область, Черняховский р-н, с. Девочки, ул.Ленина, 10

## Население
| 2001     | 2010     |
| -------- | -------- |
| 741 чел. | 423 чел. |